# وزارة المالية (أندورا)

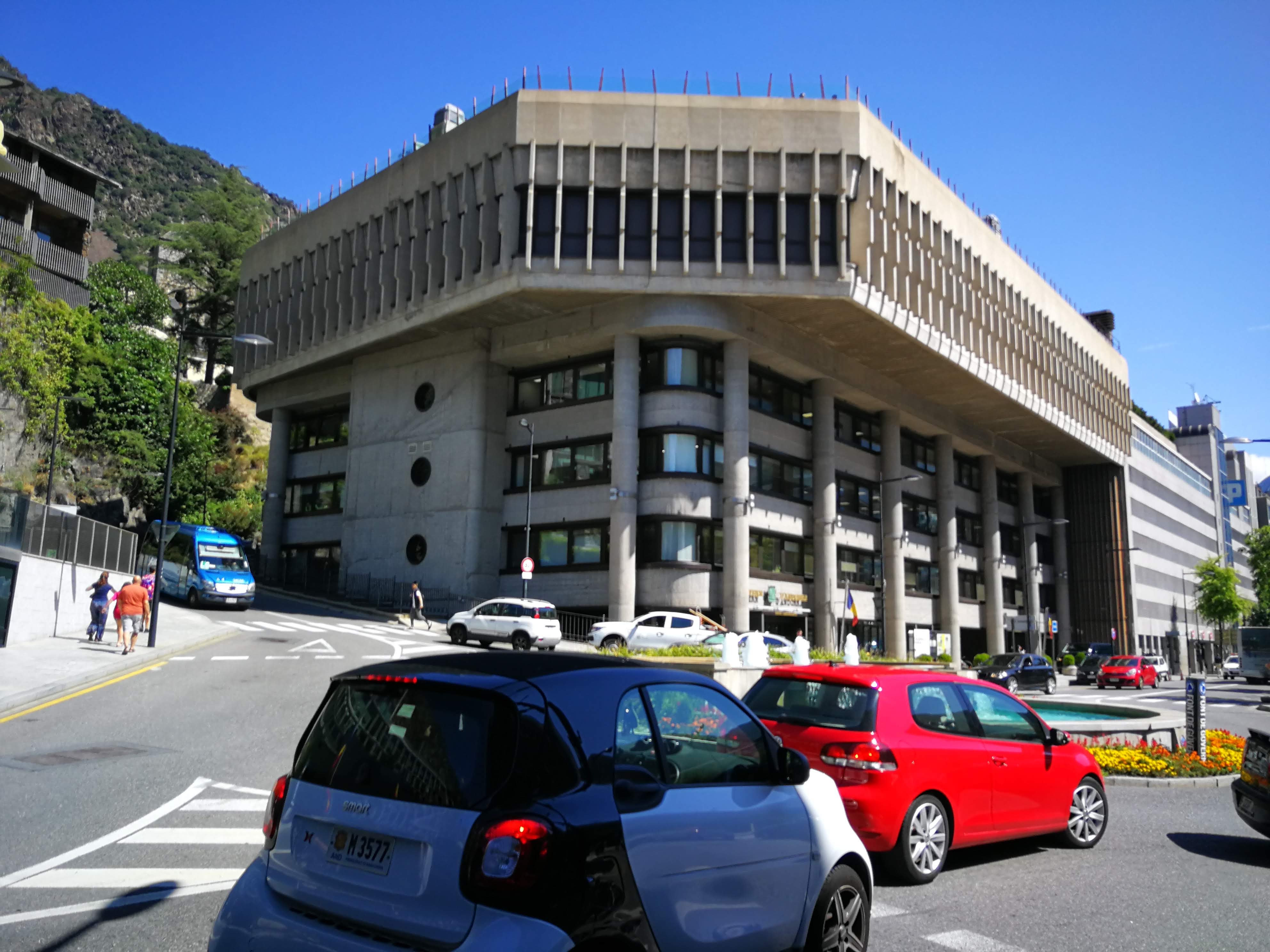
مبنى وزارة المالية

وزارة المالية (بالكتالونية: Ministeri de Finances d'Andorra)‏ هي وزارة حكومية لدولة أندورا المسؤولة عن المالية العامة في البلاد. تقع الوزارة في طريق برات دي لا كرو، 62-64، في العاصمة أندورا لا فيلا .

## وزراء المالية
- جاومي بارتوميو كاساني، يناير 1990 - مايو 1992
- جوسيب كاسال كاسال، مايو 1992 - ديسمبر 1994
- سوساجنا أراسانز سيرا، ديسمبر 1994 - أبريل 2001
- ميريا مايستر كورتاديلا، أبريل 2001 - يونيو 2005
- فيران ميرابيكس لوكاس، يونيو 2005 - يونيو 2009[1]
- بير لوبيز أغراس، يونيو 2009 - مايو 2011
- جوردي سينكا ماتيوس، مايو 2011 - مايو 2019[2]
- إيريك جوفر، مايو 2019 - يناير 2023[3]
- سيزار ماركينا، يناير 2023 - [4]

## روابط خارجية
- موقع وزارة المالية في أندورا